# Francisco Javier Azpiroz
Francisco Javier Azpiroz   (València, 9 de novembre de 1797 - Madrid, 14 d'octubre de 1858) fou un militar valencià, diputat, senador i ministre interí durant la minoria d'edat d'Isabel II d'Espanya.

## Biografia
S'educà en la Real Casa de Pajes i, encar un infant, a causa de la guerra de la Independència, es traslladà a París, on completà la seva instrucció.
Feta la pau, retornà a Espanya i ingressà en l'exèrcit, prenent part en les guerres carlines i distingint-se sobretot en el setge i rendició d'Alpuente, pel que li'n fou concedit el comtat d'aquest nom.
Desenvolupà el ministeri de la Guerra (1841), però només durant un mes, doncs en aquest poc temps triomfà la Revolució i Azpiroz fou empresonat a causa de la seva adhesió a la reina Maria Cristina.
Va combatre amb acarnissament al també general Baldomero Espartero, i a la caiguda de l'exregent ascendí a tinent general, afiliant-se al Partit Moderat.
Fou successivament director general d'artilleria, capità general de València, membre del Consell Suprem de Guerra i Marina i diputat i senador en diverses ocasions.